# Złotniki (województwo małopolskie)
Złotniki – wieś w Polsce położona w województwie małopolskim, w powiecie krakowskim, w gminie Igołomia-Wawrzeńczyce, przy drodze krajowej nr 79.
Wieś duchowna, własność opactwa benedyktynów w Sieciechowie położona była w drugiej połowie XVI wieku w powiecie proszowskim województwa krakowskiego. W latach 1975–1998 miejscowość należała administracyjnie do województwa krakowskiego.

Integralne części miejscowości: Parcelacja, Stara Wieś, Złotniki-Kolonia.